# Francisco Hernando Contreras
Francisco Hernando Contreras, conocido como Paco el Pocero (Madrid, 1945-Ibíd., 3 de abril de 2020), fue un empresario español que destacó por la construcción de edificios y grandes urbanizaciones. Tras el hundimiento de la burbuja inmobiliaria en España, en sus últimos años mantuvo un bajo perfil mediático y se asentó en países como Guinea Ecuatorial, Angola y Arabia Saudí para la realización de nuevos macroproyectos inmobiliarios, operaciones que sin embargo no llegaron a realizarse.

## Infancia
Hijo de Pedro Hernando y Filomena Contreras, nació y pasó su infancia en el barrio de Tetuán de Madrid. Su padre era pocero y su madre vendía sobras de una churrería. Él, sus padres y sus cuatro hermanos vivieron siempre en una pobreza extrema, pobreza que se agravó cuando, al cumplir tres años, fueron desahuciados del cobertizo en que vivían y tuvieron que instalarse en un patio. Si bien él mismo dijo que jamás llegó a pedir limosna, durante sus primeros años recicló basura, se dedicó a la recogida de cereal, fue repartidor de carne, trabajó como repartidor de agua entre los obreros de la empresa constructora Urbis durante las obras del barrio de Moratalaz y vació alcantarillas. Por unas obras de alcantarillado, el Ayuntamiento de Madrid le otorgó el título de maestro pocero, profesión con la que comenzó a ganar dinero.

## Comienzo de su carrera empresarial y primera quiebra
A los 20 años construyó su primer edificio. Tiempo después compraría su primer piso: fue en 1974, y más tarde confesó que en ese lugar se tomó la primera ducha de su vida. Poco después compró un camión de reparto, el primero de una flota de cuarenta camiones y treinta hormigoneras. En 1985 compró su primer yate (el Lady Mónica) por 300 millones de pesetas.
«Es una vergüenza que en este país un empresario haya tenido que invertir en política, como todo el mundo sabe que yo he hecho, para que funcione su empresa», dijo en cierta ocasión al no ser recalificado un terreno que había comprado. Esa observación le llevó a los tribunales, que sin poner en duda que hubiera dicho esas palabras, lo absolvieron. Tras construir diversos centros comerciales y urbanizaciones, en 1991 se arruinó durante unas obras en Villaviciosa de Odón, donde pretendía edificar un gran complejo residencial en un terreno de tres millones de metros cuadrados. En esa ocasión, el alcalde, que se negó a recalificar el suelo rústico, le denunció por amenazas de muerte, amenazas de las que también fue absuelto. Sin embargo, fue declarado persona non grata en dicho municipio y el alcalde lo acusó ante los medios de haber intentado sobornarle, además de haber entrado escopeta en mano en la oficina de un concejal de otro consistorio y haber introducido droga en la maleta de otro concejal para extorsionarlos. A pesar de lo anterior, Hernando Contreras se presentó a las elecciones de Villaviciosa de Odón en varias ocasiones a través de un partido político creado ad hoc, llamado Renovación Democrática, llegando a obtener la representación de cinco concejales y un 25% de los votos en las elecciones de 1991.

## Seseña

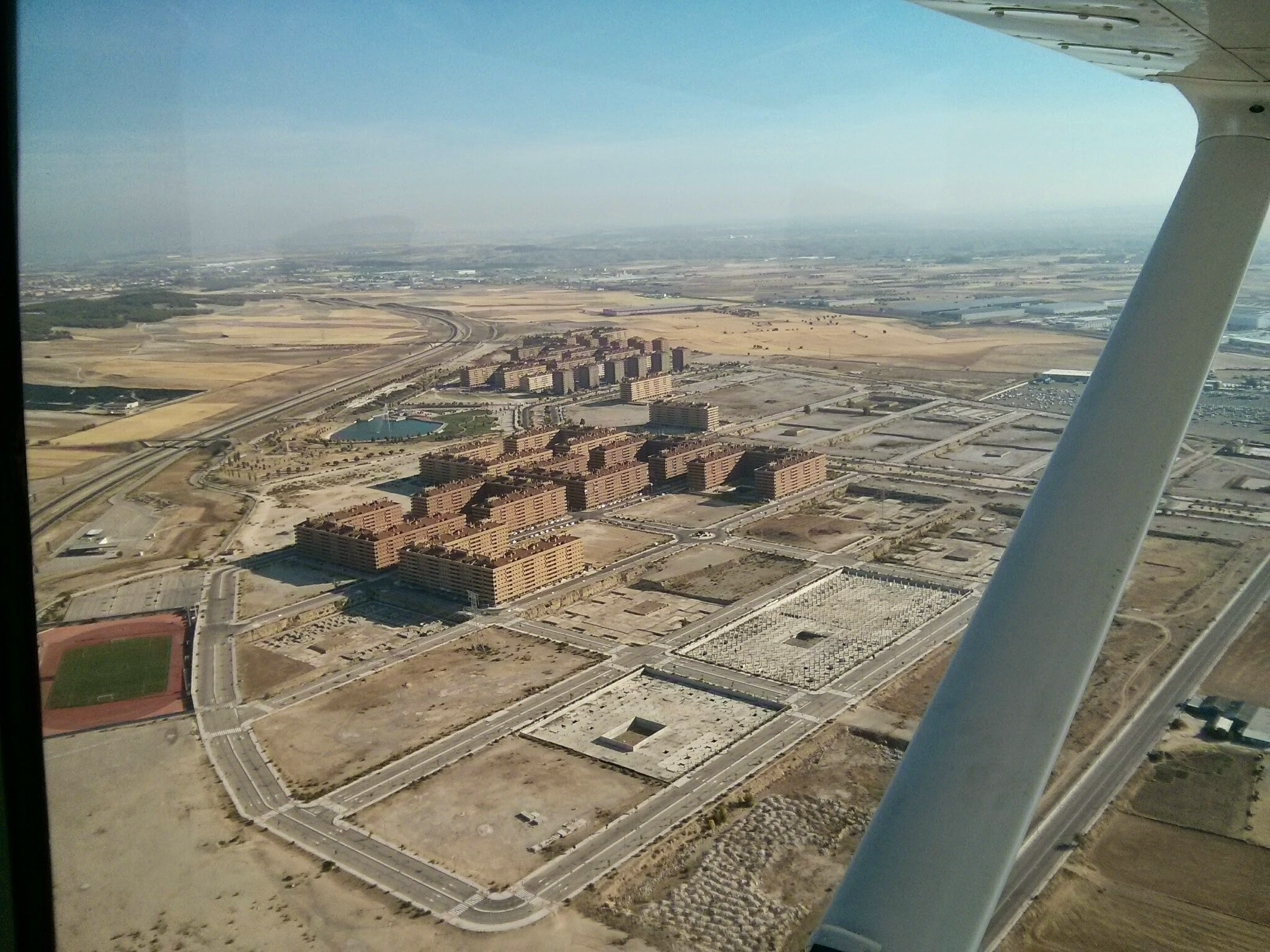
La macrourbanización de El Quiñón (Seseña) en el año 2014. Se pueden observar las dimensiones del proyecto original y las viviendas que finalmente se construyeron

Su fortuna resurgió a raíz de una polémica urbanización en Seseña, que lleva el nombre de El Quiñón, y que es una de las mayores obras privadas de la historia de España: más de 13 000 viviendas, proyectadas por la empresa Onde 2000, perteneciente al Grupo Francisco Hernando. Sin embargo, finalmente solo se llegaron a construir unas 5000 viviendas, de las cuales los bancos se quedaron unas 2000, en cobro de sus créditos.
La obra, que se publicitó en pleno periodo de alza de precios de los activos inmobiliarios en España bajo el lema «la vivienda que sí puedes comprar», contemplaba un estadio, campos de fútbol, fuentes, piscinas, un parque bautizado con el nombre de su esposa (María Audena) y un lago artificial con embarcadero, todo ello en medio de un desierto carente de recursos hídricos que debían ser importados del exterior de la comarca, hecho que fue denunciado en numerosas ocasiones (la población de Seseña pasó de 6500 habitantes en 2003 a 13 000 en 2006, y se esperaba que para 2011 llegase a los 60 000). De hecho, Hernando fue denunciado por la empresa de aguas de Madrid (el Canal de Isabel II) por robo de agua. No obstante, su empresa Onde 2000, que compraba el agua a empresas suministradoras, presentó las facturas de pago por esa agua, quedando probado que fue una de esas empresas suministradoras la que tomaba el agua de la red de Canal de Isabel II de forma ilícita, factor que escapaba a la gestión de Francisco Hernando y de su compañía.
La construcción de esta urbanización fue muy polémica y el promotor se enfrentó a la negativa del alcalde de Izquierda Unida, Manuel Fuentes, a quien el empresario dijo en una ocasión: «¡El único alcalde honrado que hay en España! Eres un gilipollas». Las denuncias por corrupción se fueron sucediendo mientras las obras avanzaban.
Tras el frenazo en la construcción de las viviendas proyectadas fruto del pinchazo de la burbuja inmobiliaria española y el comienzo de una larga depresión económica, las viviendas construidas sufrieron una fuerte depreciación de su valor y gran número de ellas, ya fuera por problemas con la administración, falta de licencia o por ser entregadas a entidades bancarias, estuvieron años vacías. Desde principios de la década de 2010 se produjo, sin embargo, una progresiva subsanación de la falta de equipamiento de la urbanización y la salida al mercado de la viviendas vacías, que dio lugar a que entre 2012 y 2016 se duplicase el número de habitantes. A pesar de la revitalización de la macrourbanización una década después de su construcción y de las buenas calidades de las viviendas, continuó la endémica falta de infraestructura pública y actividad económica local.

## La fortuna de Francisco Hernando

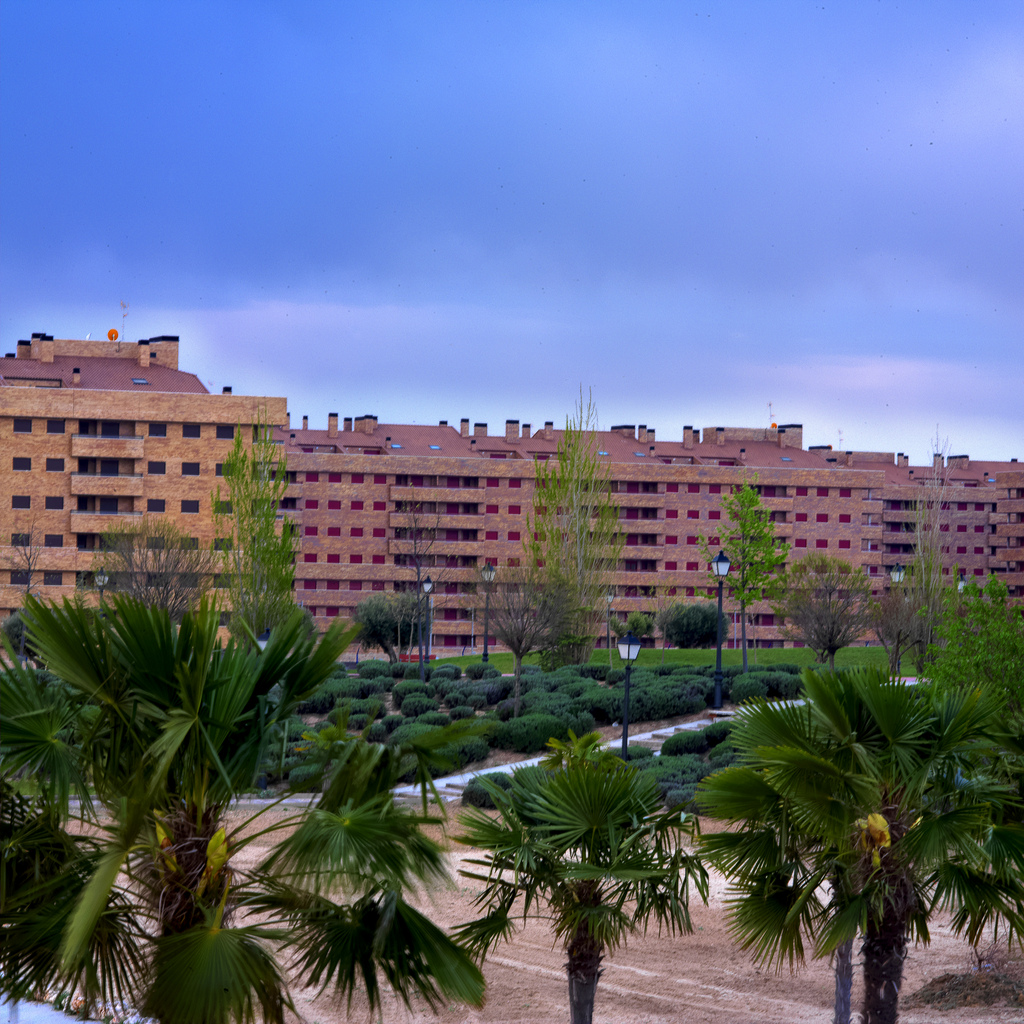
La Residencial Francisco Hernando

En 2006 afirmó que poseía un patrimonio de 600 millones de euros, haciéndose pasar por uno de los hombres más ricos de España. Sin embargo, nunca apareció ni siquiera en la lista de los 100 más ricos de España, ni sus empresas entre las más importantes.
Fue presidente del Grupo Francisco Hernando, un holding que en 2005 facturó 177 millones de euros y obtuvo unos beneficios brutos de 109 millones, con un total de 3000 empleados. Al grupo pertenecen la empresa constructora Onde 2000 (Obras Nuevas de Edificación 2000), que dirige su hijo, la empresa de aviación privada Jets Personales S. A. y la náutica Lady Mónica II S.L., así como el periódico de difusión gratuita La Voz de la Sagra (que cerró en agosto de 2007), entre otras empresas de diversos sectores.
Fue dueño de uno de los yates más grandes que navegaban con bandera española, el Clarena (46 metros de eslora y 8,4 de manga, valorado en 25 millones de euros), y en 2009 adquirió por 60 millones de euros el Clarena II (con 72 metros de eslora) que vendió en mayo de 2010 por 58 millones de euros a un armador hispanoamericano, según informó la compañía Engel & Völkers Yachting.
También fue propietario de la mayor flota privada de aviones de España y de una flota de automóviles de lujo.
Intentó comprar, sin conseguirlo, el exclusivo puerto deportivo de Puerto Portals, con cuyos propietarios tuvo una larga batalla judicial que le valió la expulsión del yate Clarena I del citado puerto.
Durante el verano de 2007, Francisco Hernando puso a la venta parte de su flota de aviones. En 2008 vendió su yate Clarena al empresario Juan Miguel Villar Mir. En enero de 2009 fueron vendidos a la banca 2000 pisos de su urbanización en Seseña para pagar la deuda contraída con las distintas entidades bancarias. En 2018, dos años antes de su muerte, su empresa Onde 2000 era una de las sociedades que más adeudaba a Hacienda, unos 86 millones de euros.

## Movilización política
El 30 de enero de 2009, el grupo parlamentario de Izquierda Unida —con Cayo Lara, su coordinador general, a la cabeza— emprendió una marcha desde Seseña (Toledo) con destino al Congreso de los Diputados en Madrid, con la intención de movilizarse contra la corrupción en España. Se eligió Seseña como punto de partida por su valor simbólico y el crecimiento urbanístico desmesurado que esa localidad había experimentado en la última década por los proyectos de el Pocero. Además de Lara, esta marcha estuvo encabezada por Daniel Martínez (coordinador regional de IU en Castilla-La Mancha), el alcalde de Seseña Manuel Fuentes y el Secretario de Organización de IU José Damian García. La marcha comprendió un recorrido total de aproximadamente 40 kilómetros, discurriendo por la autovía A-4.

## Fallecimiento
El 3 de abril de 2020 falleció a los setenta y cuatro años en la clínica Quirón de Madrid, a consecuencia de la enfermedad COVID-19.